# Сан-Антоніо (Чилі)
Сан-Антоніо  (ісп. San Antonio) — місто в Чилі. Адміністративний центр однойменної комуни і провінції Сан-Антоніо. Населення міста - 83435 осіб (2002). Місто і комуна входить до складу регіону Вальпараїсо.
Територія — 405 км². Чисельність населення - 91 350 мешканців (2017). Щільність населення - 225,6 чол./км².

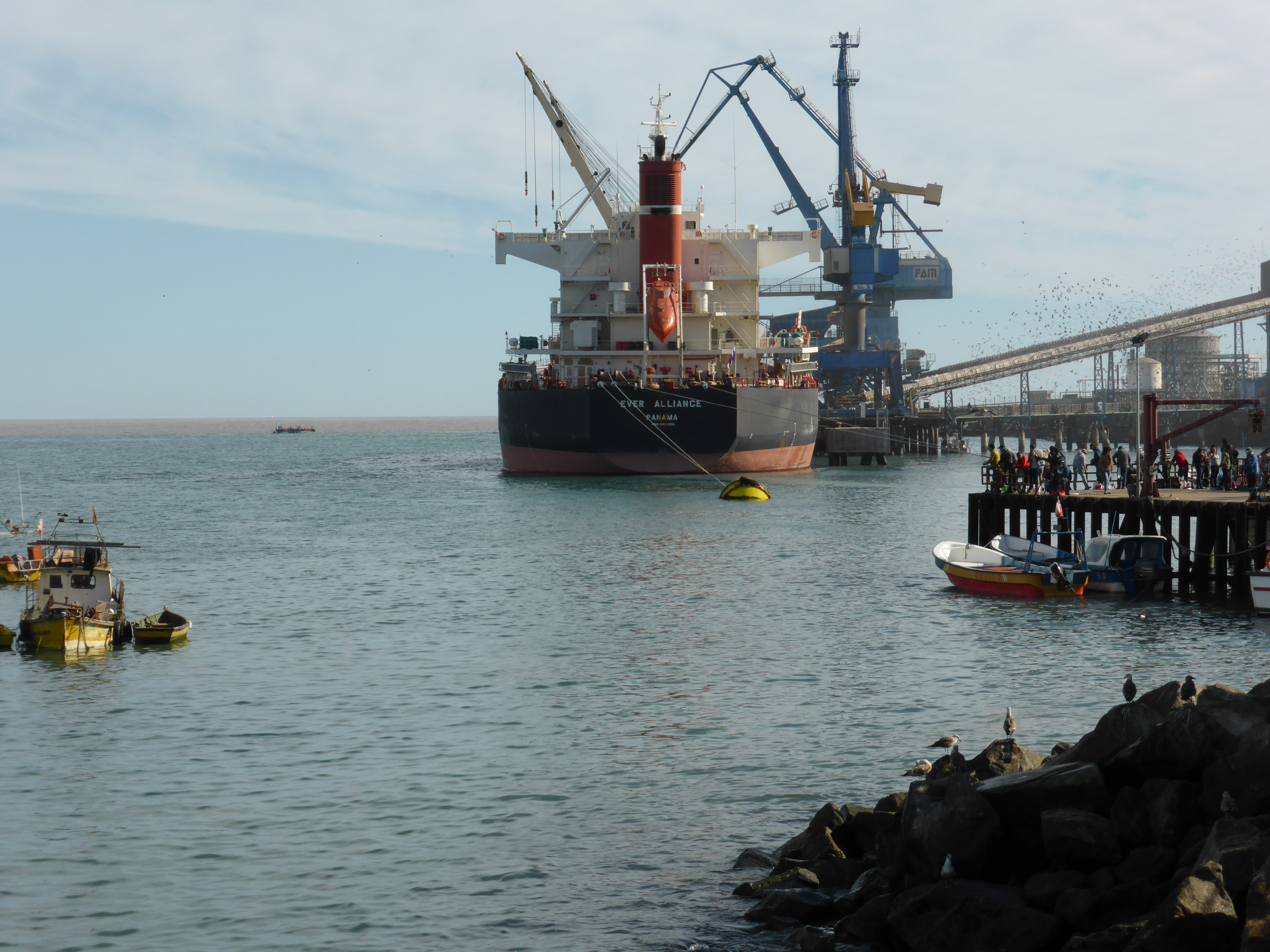
В порту Сан-Антоніо

## Розташування
Місто розташоване за 62 км на південь від адміністративного центру області міста Вальпараїсо.
Комуна межує:
- на півночі — з комуною Картахена
- на сході — з комуною Меліпілья
- на півдні - з комуною Сан-Педро
- на південному заході — з комуною Санто-Домінго

На заході знаходиться узбережжя Тихого океану.